# Gustav Kulenkampff (Politiker)
Gustav Kulenkampff, auch Johann Gustav Kulenkampff (* 19. Februar 1811 in Bremen; † 11. März 1878 in Meran), war ein deutscher Kaufmann und Politiker.

## Biografie
Gustav Kulenkampffs Vater war Caspar Gottlieb Kulenkampff (1769–1838) aus der Kaufmannsfamilie Kulenkampff. Dieser war Inhaber der 1806 gegründeten Firma Gebrüder Kulenkampff, ein Handelsgeschäft und eine Reederei in Bremen an der Martinistraße und dann an der Domsheide. Gustav Kulenkampffs Mutter war Johanna Heineken (1788–1863) aus der Kaufmannsfamilie Heineken. Er absolvierte eine kaufmännische Lehre in der Firma des Vaters und erweiterte seine kaufmännische Ausbildung von 1831 bis 1835 in Baltimore in den USA. 1835 wurde er Teilhaber bei Gebr. Kulenkampff. Zu dieser Zeit war der Handel mit Baumwolle und Tabak vorrangig.
1840 wurde Kulenkampff in den Bremer Bürgerkonvent berufen. Er und Hermann Henrich Meier nahmen im Auftrag des Bremer Senats teil an Verhandlungen über Schifffahrtsverbindungen von der Weser nach Amerika durch die Ocean Steam Navigation Company, als die Gefahr drohte, die Konzession für den Betrieb der Linie an die Konkurrenz aus Antwerpen abgeben zu müssen. Von 1848 bis 1849 war er Mitglied der Bremer Bürgerschaft und beteiligt an der Formulierung einer neuen Verfassung für Bremen. Von 1851 bis 1854 war er erneut in der Bürgerschaft, ab 1852 als Vertreter der 2. Klasse, der Kaufmannschaft. Er war der Wortführer der Kaufmannschaft, die 1852 eine konservative Revision der Verfassung vertrat, mit ihm ausarbeitete und durchsetzte. Der 1849 neu gegründeten Handelskammer Bremen gehörte er von 1849 bis 1859 an. 1857 war er einer der Mitgründer des Norddeutschen Lloyds (NDL) und Mitglied im ersten Verwaltungsrat vom NDL.
Aufgrund wiederholter Nervenerkrankungen zog er sich zunächst aus der Bürgerschaft und der Handelskammer und immer mehr auch aus dem öffentlichen Leben zurück.
Kulenkampff ließ 1848 das Haus Kulenkampff in Bremen - Mitte, Domsheide Nr. 3 bauen. Er war verheiratet und hatte 14 Kinder.

### Ehrungen
Die Kulenkampffallee in Bremen-Schwachhausen ist nach ihm und der Familie benannt.